# R136c
R136c هو نجم يقع في التجمع النجمي R136، اُكتشف في عام 1980 مع النجمين R136a وR136b.

## خصائص
R136c هو نجم من نوع وولف-رايت من طيف WN5h، درجة حرارته 51,000 كلفن وكتله أثقل من الشمس بـ230 مرة وأكثر ضياء منها خمسة ملايين مرة. تُنتج طاقته بدورة كربون-نيتروجين-أكسجين في نواته المضغوطة والساخنة جدًا.
النجم يفقد كتلته بسبب الرياح القوية (أكثر من 2,000 كم/ث) ومعدل فقدان كتله تزيد عن 10−5 من كتلة الشمس سنويًا من المرجح مستقبلًا أن يموت النجم كمستعر أعظم.